# Sierra Madrona
Sierra Madrona är en ås i Spanien.   Den ligger i provinsen Provincia de Ciudad Real och regionen Kastilien-La Mancha, i den centrala delen av landet, 220 km söder om huvudstaden Madrid.